# Lee Young-eun
Lee Young-eun (9 de agosto de 1982) es una actriz surcoreana. Conocida por protagonizar dramas como Likeable or Not, Obstetrics and Gynecology Doctors, While You Were Sleeping (2011) y Can't Take It Anymore.

## Biografía
Contrajo matrimonio con Go Jung-ho , productor del canal de cable  jTBC, el 27 de septiembre de 2014 en el Hotel Shilla en Seúl.

## Carrera
Es miembro de la agencia "J-Wide Company".

## Filmografía

### Series de televisión
| Año  | Título                                   | Papel                   | Red       | Ref.          |
| ---- | ---------------------------------------- | ----------------------- | --------- | ------------- |
| 2003 | My Fair Lady                             | Cha Joo-mi              | SBS       |               |
| 2004 | Open Drama Man & Woman                   | In-hee                  | SBS       |               |
| 2004 | Nonstop 4                                | Lee Young-eun           | MBC       |               |
| 2004 | Full House                               | Hee-jin                 | KBS2      |               |
| 2005 | Hong Kong Express                        | Jo Bong-sook            | SBS       |               |
| 2005 | MBC Best Theater                         | Jo Young-ji             | MBC       |               |
| 2006 | Don't Worry                              | Jo Eun-sae              | KBS2      |               |
| 2007 | The Return of Shim Chung                 | Shim Chung              | KBS2      |               |
| 2007 | War of Money                             | Geum Eun-ji             | SBS       |               |
| 2007 | Delicious Stories                        | Seo-bin                 | SBS       |               |
| 2007 | The King and I                           |                         | SBS       |               |
| 2007 | Likeable or Not                          | Hwang Ji-young          | KBS1      |               |
| 2008 | Hometown Legends                         | Min Yeo-rim/Lee Chae-ok | KBS2      |               |
| 2008 | Star's Lover                             |                         | SBS       |               |
| 2009 | Hometown Legends                         | Yeon                    | KBS2      |               |
| 2009 | Joseon Mystery Detective: Jeong Yak-yong | Seol-ran                | OCN       | [ 8 ]         |
| 2010 | Obstetrics and Gynecology Doctors        | Kim Young-mi            | SBS       | [ 9 ]         |
| 2010 | Once Upon a Time in Saengchori           | Yoo Eun-joo             | tvN       |               |
| 2011 | While You Were Sleeping                  | Oh Shin-young           | SBS       |               |
| 2012 | I Remember You                           | Jung Eun-soo            | SBS       |               |
| 2012 | Father Is Sorry                          | Kyung-ae                | TV Chosun |               |
| 2012 | The Wedding Scheme                       | Yoo Sun-hee             | tvN       | [ 10 ]        |
| 2012 | To the Beautiful You                     | Lee So-jeong            | SBS       | [ 11 ]        |
| 2013 | Can't Take It Anymore                    | Hwang Sun-joo           | jTBC      |               |
| 2014 | Gap-dong                                 | Lee Soon-shim           | tvN       |               |
| 2014 | My Secret Hotel                          | Yeo Eun-joo             | tvN       |               |
| 2014 | Punch                                    | Park Hyun-sun           | SBS       |               |
| 2015 | Signal                                   | Kim Yoon-Jung           | tvN       |               |
| 2016 | The Shining Eun-Soo                      | Oh Eun-Soo              | KBS1      |               |
| 2018 | Should We Kiss First                     | An Hee-jin              | SBS       |               |
| 2019 | Home for Summer                          | Wang Geum-hee           | KBS1      |               |
| 2022 | A Secret House                           | Baek Joo-hong           | MBC       | [ 12 ]        |
| 2024 | Beauty and Mr. Romantic                  | Go Myeong-dong          | KBS2      | [ 13 ] [ 14 ] |

### Cine
| Año  | Título               | Papel         | Notas                      |
| ---- | -------------------- | ------------- | -------------------------- |
| 2004 | Too Beautiful to Lie | Choi Soo-mi   |                            |
| 2007 | Going by the Book    | Jeon Da-hye   |                            |
| 2008 | Summer Whispers      | Young-jo      |                            |
| 2009 | Oh! My God 2         | Lee Eun-ji    |                            |
| 2012 | Doomsday Book        | Lee Eun-kyung | segmento: "Happy Birthday" |

## Premios y nominaciones
| Año  | Categoría                          | Premio          | Trabajo         | Resultado |
| ---- | ---------------------------------- | --------------- | --------------- | --------- |
| 2019 | Excellence in Daily Drama (Female) | KBS Drama Award | Home for Summer | Ganó      |